# Dejan Milovanović
Pour les articles homonymes, voir Milovanović.
Dejan Milovanović (en serbe en écriture cyrillique : Дејан Миловановић), né le 21 janvier 1984 à Belgrade en Yougoslavie (auj. en Serbie), est un footballeur international serbe. Il évolue au poste de milieu de terrain.
Son père, Djordje Milovanović, était un grand footballeur yougoslave dans les années 1980.

## Biographie

### L'Étoile rouge: de la formation à la révélation
Jusqu'en 2001, Dejan Milovanović fait ses gammes dans les équipes jeunes de l'Étoile rouge de Belgrade. Devenu professionnel à seulement dix-sept ans, il remporte son premier trophée dès la première saison, en s'imposant en Coupe de Yougoslavie face au Sartid Smederovo sur le score d'un but à zéro. En 2004, il signe le premier doublé de sa carrière et dispute de nombreux matches avec les espoirs serbes et monténégrins. Il joue même son premier championnat d'Europe et atteint la finale, qu'il perd contre l'Italie trois à zéro sur des buts des futures stars Daniele De Rossi et Alberto Gilardino. Grâce à ce bon parcours, son pays est qualifié pour la phase finale des Jeux olympiques d'Athènes. Quelques mois plus tard, il est appelé dans la sélection olympique de Serbie-et-Monténégro. Après trois défaites, dont deux lourdes face à l'Argentine (six buts à zéro) et l'Australie (cinq à un), la Serbie-et-Monténégro et son capitaine terminent derniers de leur groupe. 
Doué d'une belle frappe de balle et très dangereux sur les coups de pied arrêtés, il regagne la coupe nationale en 2006 et en 2007. Nouveau capitaine de l'équipe, il gagne l'expérience de la Coupe d'Europe, à la fois en Ligue des champions et en Coupe UEFA.
Le 28 mai 2008, Dejan Milovanović joue son premier match en équipe nationale. Face à la Russie à Burghausen en Allemagne, le jeune capitaine belgradois est placé dans le onze de départ puis remplacé par Saša Ilić à la soixante-seizième minute. La Serbie s'incline finalement deux à un. Trois jours plus tard, il réapparait sur le terrain, mais cette fois-ci en tant que remplaçant. Nouvel international, il est convoité par plusieurs grands clubs, comme l'Olympiakos Le Pirée ou le Bayern Munich.

### Pari raté au Racing Club de Lens
Le 4 juillet 2008, le président du Racing Club de Lens, Gervais Martel, confirme la signature du milieu de terrain serbe pour cinq saisons. Il retrouve à Lens son ancien coéquipier à Belgrade et en sélection Nenad Kovačević. Pour le premier match officiel du Racing, en Ligue 2, Milovanović est aligné d'entrée de jeu par son entraîneur Jean-Guy Wallemme. Placé au poste de numéro dix, il marque son premier but à la cinquantième minute d'une frappe extérieur du pied, des trente mètres. Par la suite, il éprouve quelques difficultés à s'intégrer, la barrière de la langue ne lui permettant pas de bien s'exprimer avec ses coéquipiers. Sur le terrain, ses performances sont en demi-teinte, ce qui pousse le coach à choisir plutôt Geoffrey Doumeng à ce poste, forçant le Serbe à jouer plus souvent en réserve qu'en équipe première. Même s'il ne réussit pas sa première saison en France, Milovanović s'en sort avec des statistiques correctes, ayant joué en Ligue 2 vingt-quatre matches et marqué deux buts.
La saison suivante, que Lens passe en première division, Milovanović reçoit une nouvelle fois la confiance de son entraîneur. Mais après les cinq premiers matches, lors desquels le Serbe est de nouveau transparent, Jean-Guy Wallemme décide de le remplacer par Sébastien Roudet, placé dans le « loft » lensois en début d'année. Devant les bons matches de Roudet, « Milo » ne joue plus que quelques minutes par match et déçoit à chaque fois. Les dirigeants cherchent donc à l'hiver à le prêter ou à le vendre, mais l'ancien joueur de l'Étoile rouge n'attire plus les clubs européens. Resté dans le Pas-de-Calais les quatre mois restants, Milovanović passe la plupart de son temps sur le banc de touche.

### Retour aux sources
Placé sur la liste des transférables, le Serbe est annoncé partant vers le Maccabi Tel-Aviv, mais est finalement prêté à l'Étoile rouge, son club formateur,. Il y retrouve un statut de titulaire et le plaisir de marquer des buts. Mais en février 2011, il est exclu du stage de son équipe en Turquie pour « raisons disciplinaires », ni lui ni son club ne souhaitant s'exprimer sur les raisons exactes de ce écart. L’Étoile rouge ayant décidé de ne pas lever l'option d'achat, il réintègre finalement l'équipe première du RC Lens en juin 2011.

### Un nouveau prêt pour repartir de l'avant
Toujours indésirable du côté du RC Lens, Dejan Milovanović est prêté pour la deuxième année consécutive le 4 août 2011. Cette fois, le Serbe s'exile en Grèce, au Paniónios, sans option d'achat. Il y dispute une quinzaine de matches, au sein d'une équipe qui joue pour se maintenir en première division. En juillet 2012, il y est de nouveau prêté pour une saison, mais le prêt est rapidement arrêté et le Serbe revient à Lens, qui ne compte plus sur lui. En janvier 2013, son contrat est résilié.

## Statistiques
| Saison    | Club                    | Championnat | Championnat | Coupes Nationales | Coupes Nationales | Coupes Européennes | Coupes Européennes | Coupes Européennes | Total  | Total |
| Saison    | Club                    | Matchs      | Buts        | Matchs            | Buts              | Type               | Matchs             | Buts               |        |       |
| Saison    | Club                    | Matchs      | Buts        | Matchs            | Buts              | Type               | Matchs             | Buts               | Matchs | Buts  |
| --------- | ----------------------- | ----------- | ----------- | ----------------- | ----------------- | ------------------ | ------------------ | ------------------ | ------ | ----- |
| 2001-2002 | Étoile rouge Belgrade   | 18          | 2           |                   |                   | -                  | -                  | -                  | 18     | 2     |
| 2002-2003 | Étoile rouge Belgrade   | 26          | 1           |                   |                   | C3                 | 4                  | 1                  | 30     | 2     |
| 2003-2004 | Étoile rouge Belgrade   | 21          | 0           |                   |                   | C3                 | 3                  | 0                  | 24     | 0     |
| 2004-2005 | Étoile rouge Belgrade   | 18          | 0           |                   |                   | C1/C3              | 3/1                | 0/0                | 22     | 0     |
| 2005-2006 | Étoile rouge Belgrade   | 23          | 2           |                   |                   | C3                 | 4                  | 0                  | 27     | 2     |
| 2006-2007 | Étoile rouge Belgrade   | 23          | 3           |                   |                   | C1/C3              | 4/2                | 1/0                | 29     | 4     |
| 2007-2008 | Étoile rouge Belgrade   | 23          | 9           |                   |                   | C1/C3              | 3/2                | 0/0                | 28     | 9     |
| 2008-2009 | RC Lens                 | 24          | 2           | 3                 | 0                 | -                  | -                  | -                  | 27     | 2     |
| 2009-2010 | RC Lens                 | 16          | 0           | 3                 | 0                 | -                  | -                  | -                  | 19     | 0     |
| 2010-2011 | → Étoile rouge Belgrade | 18          | 3           | 3                 | 1                 | C3                 | 2                  | 0                  | 23     | 4     |
| 2011-2012 | → Paniónios             | 14          | 0           | -                 | -                 | -                  | -                  | -                  | 14     | 0     |

Dernière mise à jour : 23 juillet 2012

## Palmarès

### Collectif
- Finaliste du Championnat d'Europe espoirs : 2004, 2007
- Troisième du Championnat d'Europe espoirs : 2006
- Champion de Serbie : 2004, 2006, 2007
- Vainqueur de la Coupe de Serbie : 2002, 2004, 2006, 2007
- Finaliste de la Coupe de Serbie : 2001, 2003, 2005
- Champion de France de deuxième division : 2009

### Individuel
- Meilleur joueur du championnat serbe : 2006